# Gunnr
Gunnr o Guðr es una de las valquirias de la mitología nórdica. El nombre significa "batalla" y es cognado de la palabra inglesa "gun" (arma).
Las primeras referencias a su nombre se encuentran en la piedra de Rök donde se encuentra como parte de un kenningar para lobo:
Þat sagum tvalfta, hvar hæstR se GunnaR etu vettvangi a, kunungaR tvaiR tigiR svað a liggia.
Traducción:
Digo esto el duodécimo, donde el caballo de Gunnr ve forraje en el campo de batalla, donde veinte reyes yacen...
En la Edda de Snorri, Gunnr es junto a Róta y Skuld una de las valquirias que siempre cabalga para elegir a los caídos y decidir en las batallas:
Guðr ok Róta ok norn in yngsta, er Skuld heitir, ríða jafnan at kjósa val ok ráða vígum.
Gunnr también es mencionada en Darraðarljóð y Völuspá:
| Sá hon valkyrjur vítt um komnar görvar at ríða til Goðþjóðar: Skuld hélt skildi, en Skögul önnur, Gunnr, Hildr, Göndul ok Geirskögul; nú eru talðar nönnur Herjans, görvar at ríða grund valkyrjur. | 30. En todos lados vi la asamblea de las valquirias, Listas para cabalgar al sitio de los dioses; Skuld porta el escudo, y Skögul cabalga a su lado, Gunnr, Hildr, Göndul y Geirskögul. De las doncellas de Herjan la lista has escuchado, Las valquirias listas para cabalgar sobre la tierra. |
| Edda poética - Völuspá, estrofa 30 | |

No se conocen características individuales de Gunnr y su personaje no aparece en ningún mito conocido.